# Cadaval (Portugal)
Cadaval es un municipio portugués ubicado en el distrito de Lisboa y perteneciente a la comunidad intermunicipal de Oeste. Según el censo de 2021, tiene una población de 13,382 habitantes.

## Geografía
El municipio está subdividido en 7 freguesias. Limita al norte con el municipio de Caldas da Rainha, al este con Rio Maior y por la Azambuja, al sur por Alenquer, al sudoeste por Torres Vedras, al oeste por la Lourinhã y al noroeste por Bombarral.

## Demografía
| Gráfica de evolución demográfica de Cadaval entre 1801 y 2021 |
|                                                               |
| Datos según el nomenclátor publicado por el INE portugués.    |

## Freguesias
Las freguesias de Cadaval son las siguientes:
- Alguber
- Cadaval e Pêro Moniz
- Lamas e Cercal
- Painho e Figueiros
- Peral
- Vermelha
- Vilar